# 나만 보이니
《나만 보이니》는 2021년에 개봉한 대한민국의 영화이다.

## 캐스팅
- 정진운 : 장근 역
- 솔빈 : 민정 역
- 곽희성 : 지석 역
- 훈 : 인현 역
- 이순원 : 영식 역
- 이세희 : 유리 역
- 민채연 : 소영 역
- 김도신 : 청년회장 역
- 김승용 : 민정 삼촌 역
- 이진리 : 여대표 역
- 김현호 : 연출부 1 역
- 이경욱 : 연출부 2 역
- 장용원 : 청년 역
- 고서이 : 투자자 역
- 박상돈 : 동시기사 역
- 최아진 : 영어강사 역
- 이창하 : 점집손님 1 역
- 최찬엽 : 점집손님 2 역
- 김난희 : 관광안내원 역
- 이상백 : 관광객 역
- 손지호 : 식당손님 1 역
- 이영식 : 식당손님 2 역
- 한성진 : 식당손님 3 역
- 지대한 : 파출소장 역 (특별출연)
- 조정치 : 준서 역 (특별출연)
- 조지훈 : 정류장 직원 역 (특별출연)